# Cristián Limenza
Cristián Limenza Estigarribia (Asunción, 17 novembre 1976) è un calciatore paraguaiano, portiere del Deportes Puerto Montt.